# Shitaye Eshete
Shitaye Eshete Habtegebrel (arabisch شيتايي إيشيتي, * 21. Mai 1990) ist eine bahrainische Langstreckenläuferin äthiopischer Herkunft, die seit 2009 für Bahrain startberechtigt ist.

## Werdegang
Erste internationale Erfahrungen sammelte Shitaye Eshete bei den Arabischen Meisterschaften 2009 in Damaskus, bei denen sie die Silbermedaille im 5000-Meter-Lauf gewann. Anschließend belegte sie bei den Asienmeisterschaften in Guangzhou in 16:24,91 min den sechsten Platz und trat im 1500-Meter-Lauf kurzfristig nicht mehr an. Im März 2010 wurde sie bei den Crosslauf-Weltmeisterschaften im polnischen Bydgoszcz Elfte und beim Leichtathletik-Continental-Cup in Split Sechste. Im November gewann sie bei den Asienspielen in Guangzhou in 31:53,27 min die Bronzemedaille im 10.000-Meter-Lauf hinter den beiden Inderinnen Preeja Sreedharan und Kavita Raut. Im Jahr darauf belegte sie bei den Crosslauf-Weltmeisterschaften in Valencia Rang zwölf und siegte bei den Militärweltspielen in Rio de Janeiro über 5000 Meter und bei den Asienspielen in Kōbe über 10.000 Meter. Damit qualifizierte sie sich für die Weltmeisterschaften in Daegu, bei denen sie in 31:21,57 min den sechsten Platz belegte. Anschließend wurde sie bei den Panarabischen Spielen Zweite über 10.000 m und Dritte über 5000 m. 2012 siegte sie bei den Hallenasienmeisterschaften in Hangzhou über 3000 Meter und wurde bei den Hallenweltmeisterschaften in Istanbul in 8:51,88 min Fünfte. Während der Freiluftsaison qualifizierte sie sich für die Olympischen Spiele in London, bei denen sie Sechste über 10.000 Meter und Zehnte im 5000-Meter-Lauf.
2013 verpasste Eshete bei den Crosslauf-Weltmeisterschaften in Bydgoszcz als Vierte nur knapp eine Medaille, sicherte sich aber die Bronzemedaille in der Teamwertung und gewann bei den Asienmeisterschaften in Pune erneut den Titel über 10.000 Meter sowie Silber über 5000 Meter hinter Betlhem Desalegn aus den Vereinigten Arabischen Emiraten. Über 10.000 Meter nahm sie auch an den Weltmeisterschaften in Moskau teil und wurde dort ebenfalls Sechste. Ende September siegte sie abschließend bei den Islamic Solidarity Games und legte daraufhin ein Jahr Pause ein. 2015 gewann sie bei den Arabischen Meisterschaften in Manama jeweils Dritte über 5000 und 10.000 Meter und wurde beim Ústi nad Lábem-Halbmarathon in 1:10:14 h Zweite. 2016 wurde sie mit einer Zeit von 2:25:36 h Sechste beim Dubai-Marathon und qualifizierte sich damit für die Olympischen Spiele in Rio de Janeiro, bei denen sie ihr Rennen aber nicht beenden konnte.
2017 siegte sie beim Trento-Halbmarathon und wurde beim Saitama-Marathon Zweite. Bei den Islamic Solidarity Games in Baku erreichte sie Platz vier über 10.000 Meter und qualifizierte sich auch für die Weltmeisterschaften in London, bei denen sie in 31:38,66 min auf Platz zwölf gelangte. 2018 wurde sie bei den Halbmarathon-Weltmeisterschaften in Valencia in 1:08:25 h Zehnte. Im April gewann die 27-Jährige nach 2:24:51 Stunden und neuer persönlicher Bestzeit den Hamburg-Marathon. Ende August wurde sie bei den Asienspielen in Jakarta in 32:30,24 min Fünfte im 10.000-Meter-Lauf. Zum Saisonabschluss belegte sie im Dezember beim Saitama-Marathon in 2:25:39 h den zweiten Platz.
2019 nahm Eshete an den Crosslauf-Weltmeisterschaften in Aarhus teil und erreichte in der Einzelwertung den 19. Platz. Gut drei Wochen später siegte sie bei den Asienmeisterschaften in Doha über 10.000 Meter in 31:15,62 min und sicherte sich damit ihren dritten Titel nach 2011 und 2013. Ende September nahm sie im Marathon an den Weltmeisterschaften in Doha teil und konnte dort ihren Lauf nicht beenden.

## Persönliche Bestzeiten
- 1500 Meter: 4:16,30 min, 11. Juni 2013 in Bellinzona
  - 3000 Meter (Halle): 8:49,27 min, 19. Februar 2012 in Hangzhou
- 5000 Meter: 15:03,13 min, 8. Juni 2013 in Hengelo
- 10.000 Meter: 30:47,25 min, 3. August 2012 in London (bahrainischer Rekord)
- Halbmarathon: 1:08:25 h, 24. März 2018 in Valencia
- Marathon: 2:21:33 h, 27. Oktober 2019 in Ljubljana